# Храм Казанской иконы Божией Матери в Лосиноостровской
Храм Казанской иконы Божией Матери в Лосиноостровской — православный храм в Лосиноостровском районе города Москвы. Относится к Сергиевскому благочинию Московской епархии Русской православной церкви, имеет статус патриаршего подворья.
Настоятель храма — протоиерей Олег Шалимов.

## История
Комиссия по постройке храма в Лосиноостровской была сформирована в сентябре 1913 года. В сентябре 1914 года под застройку было выделено 250 квадратных сажен земли в парке. В связи с начавшейся войной возведение было отложено и началось только в марте 1916 года. Строительство храма велось на средства жителей посёлка.
Архитектурный проект выполнил В. А. Мазырин. Предполагалось, что церковь в Лосиноостровской будет двупрестольной — в честь Живоначальной Троицы и в честь Казанской иконы Божией Матери. По состоянию на 1916 год храм был приписан к Тихвинскому храму, что в селе Алексеевском. Первым был возведён Казанский придел со звонницей и в мае 1917 открыт самостоятельный приход, но вскоре строительство было остановлено в связи с революцией.
Храм был зарегистрирован как Казанский. В 1923 году в нём служил протоиерей Василий Иванович Врублевский (1870—1942). В середине 1920-х советские власти отняли храм у верующих и разместили в нём местный исполком. В конце 1930-х исполком переехал в новое здание, храм снесли. Ныне на его месте расположен дом 13/4 по улице Коминтерна.

### Возрождение прихода
Казанский приход был возрождён в начале 2010-х годов. В 2013 году правительство Москвы приняло решение о выделении участка под строительство храма в парке «Торфянка», что привело к противостоянию с противниками строительства в парке. В октябре 2015 года было проведено голосование на платформе «Активный гражданин», в ходе которого из трёх предложенных вариантов большинство жителей проголосовало за строительство храма на Анадырском проезде, у железнодорожной станции Лосиноостровская.
Первым в 2015—2016 годах был возведён деревянный храм-часовня во имя святителя Макария, митрополита Московского и всея Руси, освящённый 28 апреля 2016 года в Великий четверг, епископом Подольским Тихоном, управляющим Северо-Восточным викариатством, и в тот же день состоялось первое богослужение.
11 мая 2019 года архиепископ Матфей, управляющий Северо-Восточным и Западным викариатствами, совершил чин освящения закладного камня строящегося каменного храма в честь Казанской иконы Божией Матери. По проекту предусмотрено возведение трёхэтажного храма в неорусском стиле и небольшого одноэтажного дома для причта.
В 2021 году Владимир Ресин сообщил, что капитальный храм Казанской иконы божьей матери будет достроен в 2022 году.
14 апреля 2024 года Святейший Патриарх Московский и всея Руси Кирилл совершил чин великого освящения храма.

## Современное состояние
При храме действуют воскресные школы для детей и взрослых.